# Подлесных, Ярослав Игоревич
Ярослав Игоревич Подле́сных (род. 3 сентября 1994, Пятигорск, Ставропольский край) — российский волейболист, доигровщик клуба «Динамо» (Москва) и сборной России. Заслуженный мастер спорта России (2021).

## Карьера
Родился в 1994 году в Пятигорске, в детстве занимался борьбой,  но после того, как резко прибавил в росте перешел в волейбол. Первый тренер: Старцев Олег Владимирович ДЮСШОР-1 г. Пятигорска. Первоначально Ярослав играл на позиции связующего, но в сезоне 2015/2016 годов, выступая за нижневартовскую Югру-Самотлор сменил игровое амплуа и стал доигровщиком.
Сезон 2016/2017 провел в «Белогорье», в составе которого дебютировал в волейбольной Лиге Чемпионов. Не был игроком основного состава, но регулярно выходил на замену как в матчах национального первенства, так и в Лиге чемпионов.
С 2017 года стал играть за «Кузбасс». В сезоне 2018/2019 Подлесных вместе с Антоном Карпуховым составил основную пару доигровщиков кемеровского клуба и помог ему впервые в истории завоевать золотые медали чемпионата страны. В четвёртом матче финальной серии против казанского «Зенита» именно Подлесных реализовал матч-бол. Всего в чемпионском сезоне провёл 34 игры и набрал в них 407 очков (338 в атаке, 37 на блоке и 32 с подачи).
После завоевание чемпионства вошел в состав сборной России, главным тренером которой стал тренер «Кузбасса» финн Туомас Саммелвуо. В первой игре Лиги наций 2019 с французами Подлесных дебютировал в сборной, выйдя в стартовом составе. Обладатель золота Лиги наций 2019.

## Достижения

#### Клубная карьера
- Серебряный призёр Кубка России (2017)
- Чемпион России (2019, 2021, 2022)
- Полуфиналист Кубка ЕКВ (2019)
- Обладатель Суперкубка России (2019,2021,2022)
- Полуфиналист Лиги чемпионов (2020)
- Бронзовый призёр чемпионата России (2020)
- Обладатель Кубка России (2020)
- Обладатель Кубка ЕКВ (2021)

#### В сборной России
- Победитель Лиги наций (2019)
- Серебряный призёр Олимпийских игр (2021)

#### Награды
- Медаль ордена «За заслуги перед Отечеством» I степени (11 августа 2021 года) — за большой вклад в развитие отечественного спорта, высокие спортивные достижения, волю к победе, стойкость и целеустремленность, проявленные на Играх XXXII Олимпиады 2020 года в городе Токио (Япония)[3].